# Ronde van El Salvador
De Ronde van El Salvador (Spaans: Vuelta a El Salvador) is de naam van twee wielerwedstrijden in El Salvador, een voor mannen (1964-2007) en een voor vrouwen (vanaf 2004), die beide onregelmatig werden georganiseerd. 
Rondom de etappewedstrijd voor vrouwen werden vanaf 2006 voor- of achteraf nevenkoersen  georganiseerd, zoals de Grand Prix de Santa Ana (2006-2008), de etappekoers Vuelta a Occidente (2008), Grand Prix GSB (2012-2014), Grand Prix de Oriente (2013-2014) en worden de  Grand Prix El Salvador (2012-2014, 2024-2025), de Grand Prix Presidente (2024-2025), de Grand Prix Surf City (2024-2025) en de klimtijdrit Grand Prix Boquerón (2025) nog georganiseerd. 

## Mannen
De Ronde van El Salvador voor mannen was een etappekoers. De wedstrijd werd in 1964 voor het eerst georganiseerd en daarna afwisselend wel of niet. In 2005 werd de koers opgenomen in de UCI America Tour met de UCI classificatie van 2.2.

## Vrouwen
De Ronde van El Salvador voor vrouwen is een etappekoers, die van 2004-2007 onder de noemer Vuelta Ciclista Femenina a El Salvador werd verreden en vanaf 2008 -na einde mannenkoers- als de Vuelta a El Salvador. Vanaf 2006 is het een UCI-wedstrijd met de UCI classificatie van 2.1. (uitgezonderd 2007 toen het de 2.2-status had). 

### Podia
* is inclusief proloog; ** inclusief proloog en tijdrit;
*** 2012: twee tijdritten op 1 dag (47,2 km + 4 km); 2013: 1 ploegentiijdrit (11 km)
| Jaar | Datum                  | Afstand  | Etappes | Eerste             | Tweede            | Derde               |
| ---- | ---------------------- | -------- | ------- | ------------------ | ----------------- | ------------------- |
| 2004 | 8-10 oktober           | ?        | 4*      | Evelyn García      | Tanja Hennes      | Sigrid Corneo       |
| 2005 | 30 september-4 oktober | ?        | 5*      | Edita Pučinskaitė  | Evelyn García     | Sigrid Corneo       |
| 2006 | 27 september-3 oktober | ?        | 7**     | Aimee Vasse        | Marta Vilajosana  | Grace Fleury        |
| 2007 | 15-20 maart            | 429,6 km | 7**     | Evelyn García      | Tatiana Stiajkina | Jeannie Longo       |
| 2008 | 16-21 mei              | 391,4 km | 7**     | Tatiana Stiajkina  | Marianne Vos      | María Isabel Moreno |
|      |                        |          |         |                    |                   |                     |
| 2012 | 16-20 maart            | 483,6 km | 6***    | Clemilda Fernandes | Tatiana Guderzo   | Evelyn García       |
| 2013 | 28 februari-5 maart    | 491,2 km | 7 ***   | Noemi Cantele      | Alena Amjaljoesik | Sérika Guluma       |
| 2014 | 11-16 maart            | 422,6 km | 6*      | Mara Abbott        | Alena Amjaljoesik | Olga Zabelinskaja   |
|      |                        |          |         |                    |                   |                     |
| 2024 | 08-12 maart            | 366,6 km | 5*      | Elena Hartmann     | Tamara Dronova    | Ántri Christofórou  |
| 2025 | 02-06 april            | 377,3 km | 5*      | Elena Hartmann     | Usoa Ostolaza     | Yanina Kuskova      |

### Nevenkoersen

#### Grand Prix de Santa Ana
| Jaar | Datum     | Afstand | Eerste            | Tweede            | Derde        |
| ---- | --------- | ------- | ----------------- | ----------------- | ------------ |
| 2006 | 4 oktober | 93,8 km | Olivia Gollan     | Liza Rachetto     | Grace Fleury |
| 2007 | 14 maart  | 94,0    | Tatiana Stiajkina | Evelyn García     | Edwige Pitel |
| 2008 | 15 mei    | ?       | Marianne Vos      | Tatiana Stiajkina | Alona Andruk |

#### Vuelta a Occidente
De Vuelta a Occidente omvatte de proloog, een individuele tijdrit en twee ritten-in-lijn.
| Jaar | Datum     | Afstand  | Eerste       | Tweede            | Derde               |
| ---- | --------- | -------- | ------------ | ----------------- | ------------------- |
| 2008 | 23-25 mei | 178,2 km | Marianne Vos | Tatiana Stiajkina | María Isabel Moreno |

#### Grand Prix GSB
| Jaar | Datum    | Afstand | Eerste             | Tweede            | Derde             |
| ---- | -------- | ------- | ------------------ | ----------------- | ----------------- |
| 2012 | 21 maart | 100 km  | Evelyn García      | Arlenis Sierra    | Alena Amjaljoesik |
| 2013 | 7 maart  | 97 km   | Clemilda Fernandes | Alena Amjaljoesik | Noemi Cantele     |
| 2014 | 6 maart  | 97 km   | Olga Zabelinskaja  | Alena Amjaljoesik | Mara Abbott       |

#### Grand Prix de Oriente
| Jaar | Datum       | Afstand | Eerste        | Tweede              | Derde              |
| ---- | ----------- | ------- | ------------- | ------------------- | ------------------ |
| 2013 | 27 februari | 99 km   | Noemi Cantele | Lorena María Vargas | Clemilda Fernandes |
| 2014 | 7 maart     | 99 km   | Mara Abbott   | Flavia Oliveira     | Sharon Laws        |

#### Grand Prix El Salvador
| Jaar | Datum    | Afstand | Eerste             | Tweede            | Derde             |
| ---- | -------- | ------- | ------------------ | ----------------- | ----------------- |
| 2012 | 15 maart | 93,2 km | Noemi Cantele      | Tatiana Guderzo   | Amber Neben       |
| 2013 | 8 maart  | 93,2 km | Silvia Valsecchi   | Marcia Fernandes  | Martina Růžičková |
| 2014 | 8 maart  | 93,2 km | Alena Amjaljoesik  | Olga Zabelinskaja | Mara Abbott       |
|      |          |         |                    |                   |                   |
| 2024 | 5 maart  | 89,0 km | Valentina Basilico | Tamara Dronova    | Sylvie Swinkels   |
| 2025 | 8 april  | 92,0 km | Laura Tomasi       | Sara Fiorin       | Mia Griffin       |

#### Grand Prix Presidente
| Jaar | Datum   | Afstand | Eerste            | Tweede             | Derde          |
| ---- | ------- | ------- | ----------------- | ------------------ | -------------- |
| 2024 | 6 maart | 104 km  | Elena Hartmann    | Giorgia Vettorello | Tamara Dronova |
| 2025 | 9 april | 47,2 km | Dilyxine Miermont | Morgane Coston     | Petra Stiasny  |

#### Grand Prix Surf City
| Jaar | Datum    | Afstand  | Eerste             | Tweede        | Derde                   |
| ---- | -------- | -------- | ------------------ | ------------- | ----------------------- |
| 2024 | 4 maart  | 110,0 km | Ántri Christofórou | Elena Pirrone | Karen Lorena Villamizar |
| 2025 | 10 april | 109,2 km | Kaja Rysz          | Laura Tomasi  | Sara Fiorin             |

#### Grand Prix Boquerón
De Grand Prix Boquerón  was in 2025 een klimtijdrit.
| Jaar | Datum   | Afstand | Eerste        | Tweede            | Derde          |
| ---- | ------- | ------- | ------------- | ----------------- | -------------- |
| 2025 | 1 april | 9,1 km  | Petra Stiasny | Dilyxine Miermont | Morgane Coston |